# Johann Caspar Zehender

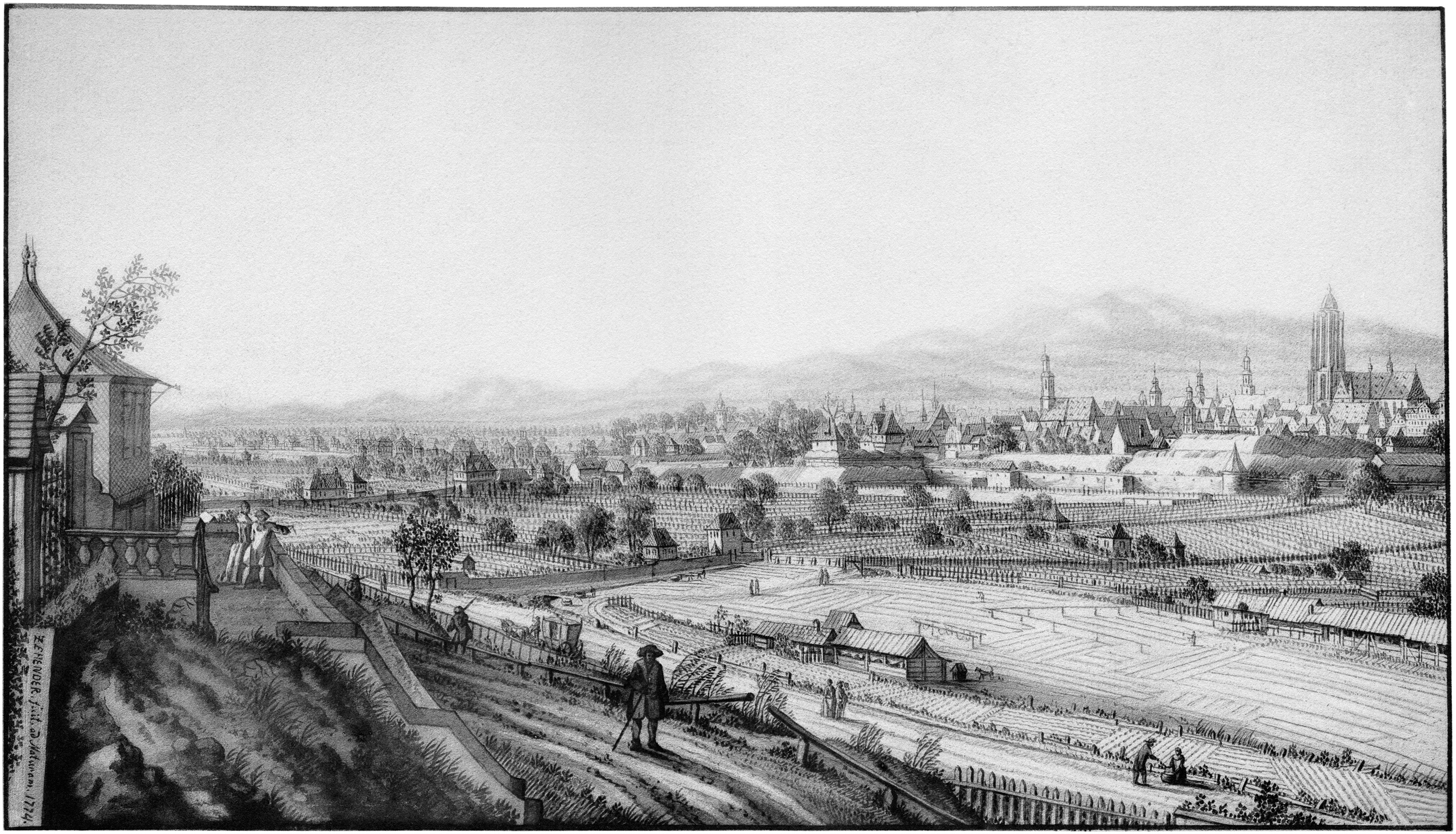
Ansicht der Stadt vom Mühlberg aus (1774)

Johann Caspar Zehender, auch Johann Caspar Zehnter (* 5. Oktober 1742 in Schaffhausen; † 5. Februar 1805 ebenda) war ein schweizerischer Zeichner, Maler und Radierer im letzten Drittel des 18. Jahrhunderts. Seine panoramenartigen Bilder halten vor allem den Zustand der damaligen freien Reichsstadt Frankfurt am Main, des Umlands und von Mainz vor den grossen Umbrüchen des frühen 19. Jahrhunderts fest und sind somit ein wichtiges topographisches Zeugnis.

## Leben
Über das Leben Zehenders ist für einen Künstler des 18. Jahrhunderts nur sehr wenig bekannt. Seine Geburt 1742 in Schaffhausen, der Hauptstadt des gleichnamigen Schweizer Kantons ist urkundlich verbürgt, doch bereits seine Zugehörigkeit zu einer gleichnamigen Künstlerfamilie aus Bern, die bis ins 16. Jahrhundert zurückzuverfolgen ist, umstritten. Als Vorfahren wären in diesem Falle der von 1555 bis 1635 als Maler und Glasmaler tätige Hans Zehender, ein 1644 geborener Miniaturmaler Jean Louis Zehender, der von 1687 bis 1757 als Architekt beschäftigte Emanuel Zehender sowie sein denselben Beruf ausübender Sohn Ludwig Emanuel Zehender, der von 1720 bis 1799 lebte, zu nennen.

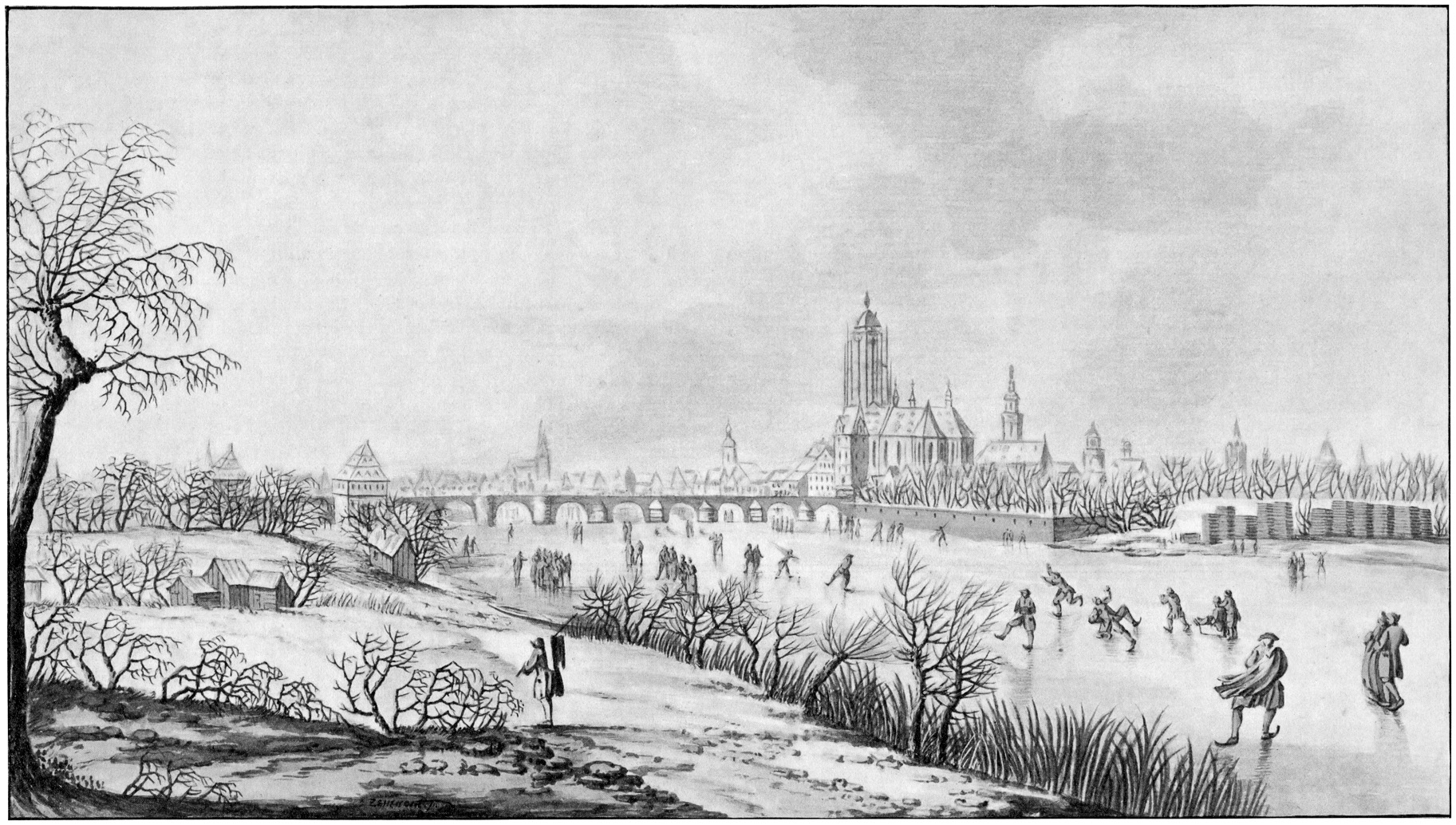
Schlittschuhläufer im Osten der Stadt (1773)

Ein anderer, in der Literatur genannter Ansatz ist eine Abstammung als älterer Sohn des Leipziger Weinschenken Johann Zehender. Denn sein jüngerer Sohn, der 1759 geborene Sprachlehrer Johann Friedrich Zehender, hat am 19. Dezember 1780 die Frankfurter Bürgerrechte erhalten. Somit wäre Johann Caspar seinem jüngeren Bruder nachgefolgt, freilich ohne dessen Erfolg, denn er hat nachweislich nie das Bürgerrecht erlangt.
Auch Zehenders genaue Schaffenszeit im Rhein-Main-Gebiet, vor allem aber in Frankfurt am Main, ist nicht feststellbar. Aufgrund der Vielzahl seiner erhaltenen und zumeist auch mit Jahreszahlen signierten Werke lässt sie sich aber zumindest auf die Jahre 1770 bis 1784 eingrenzen. Dem folgend hielt er sich wohl spätestens seit den späten 1760er Jahren in der freien Reichsstadt auf. Im Georgium in Dessau gibt es zwei Bilder von ihm, darunter ein Frauenbildnis, signiert mit Madame de Streegen née Aul, par Zehnter à Frt. 1799. Da Zehender in seiner Geburtsstadt begraben ist, kann er somit frühestens sechs Jahre vor seinem Tod im Jahre 1805 in sein Heimatland zurückgekehrt sein.

## Werk
Zehender fertigte zumeist Kreide- oder Sepia-Tuschzeichnungen und Aquarelle, seltener auch Radierungen und farbige Gouachen sowie Ölbilder. Qualitativ konnte er nicht mit Frankfurter Grössen der Zeit wie etwa Christian Georg Schütz d. Ä. oder Johann Ludwig Ernst Morgenstern konkurrieren, auch wenn er sich gegenüber den Frühwerken vor allem des Zeitraums 1770 bis 1772 später nochmals deutlich steigerte. Jedoch schuf gerade sein wenig barock-idealisierender, ehern nüchtern-realistischer Stil ein wichtiges und vor allem in der topographischen Genauigkeit und Vollständigkeit einzigartiges Bild des Rhein-Main-Gebiets am Ende des alten Reichs. Denn nur wenige Jahre nach Zehenders Tod veränderte sich das über Jahrhunderte in seiner Gesamtheit unveränderte Stadtbild für immer, als der Klassizismus Einzug hielt und die riesigen Befestigungsanlagen aus dem Mittelalter und der Zeit des Dreissigjährigen Krieges verschwanden.

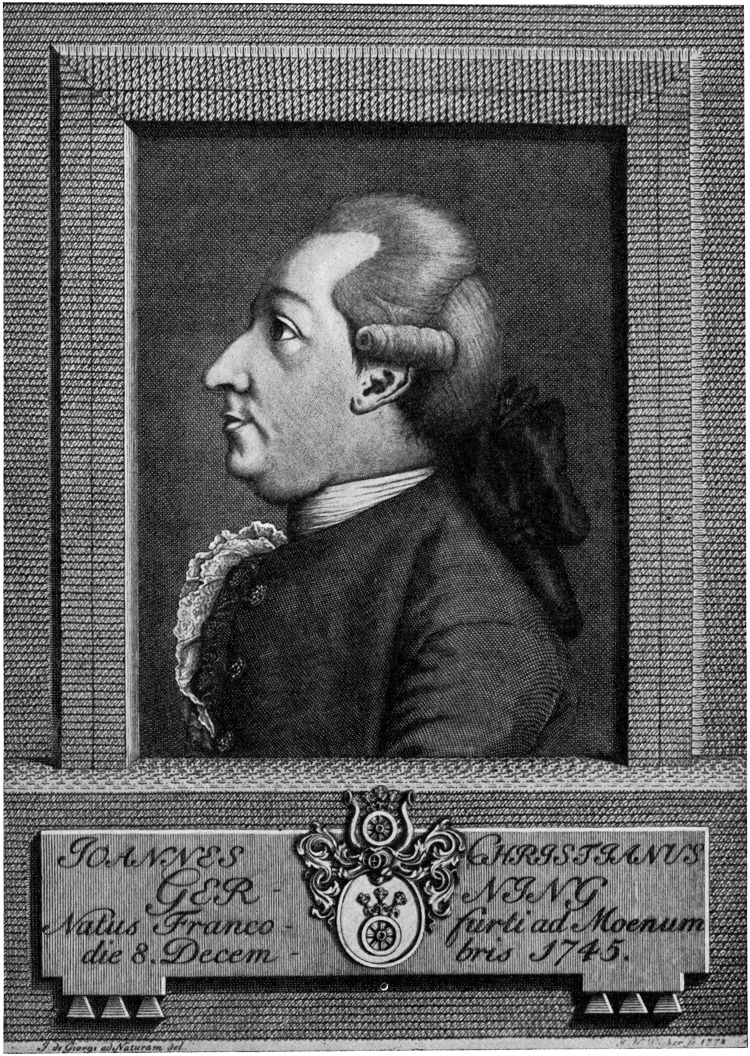
Johann Christian Gerning, 1778

Sein Hauptwerk entstand als Auftragsarbeit für den Frankfurter Kunstsammler und Mäzen Johann Christian Gerning (1745–1802). Die Mittel hierfür hatte Gerning von seinem Vater, dem Bielefelder Handelsmann Peter Florenz Gerning (1695–1764) geerbt. Aus Johann Christian Gernings Ehe mit der Tochter des Schöffen und späteren Stadtschultheissen Johann Isaak Moors, Maria Magdalena Moors, ging der Jurist, Schriftsteller und Freund Goethes, Johann Isaak von Gerning hervor.
Gegen Ende der 1760er Jahre muss Gerning den Plan gefasst haben, ein mehrbändiges Ansichtenwerk mit Kupferstichen der Stadt und ihrer Umgebung herauszugeben. Zehender war mit den Vorzeichnungen beauftragt, nach denen Kupferstecher dann die Druckplatten für die Massenproduktion fertigen sollten. Im Rahmen dieses Auftrags war Zehender jahrelang im ganzen Rhein-Main-Gebiet bis vor die Tore von Mainz unterwegs, von wo alleine 32 Zeichnungen unter dem Titel „Nach der Natur abgezeichnete Aussichten der churfürstlichen Residenz Stadt Maynz und ihrer Gegend gesammelt von Johann Christian Gerning in Franckfurth am Mayn 1772“ erhalten sind.
Auch die Vorzeichnungen für das Frankfurter Ansichtenwerk von Gerning sind in einer Gross-Folio-Mappe mit dem Titel „Die angenehme Lage der Stadt Frankfurt am Mayn, vorgestellet in vielen Handzeichnungen dieser Stadt und Gegend, gesammlet von Johann Christian Gerning daselbst in den Jahren 1771, 1772 und 1773“ erhalten. Das Vorhaben ihrer Veröffentlichung hat der Mäzen derweil aus unbekannten Gründen niemals umgesetzt. Einige Ansichten aus dem Werk für Gerning hat Zehender offenbar später für Privatleute wiederholt, so dass sich heute auch einige seiner Werke in Museen, vor allem im Frankfurter Städel, sowie in Privatbesitz finden.
Seine gewaltige Kunstsammlung erbte Gernings kinderlos gebliebener Sohn Johann Isaak, der grosse Teile bereits zu Lebzeiten seiner Heimatstadt vermachte, ein weiterer Teil ging an einen Freund, den Wiesbadener Archivar Friedrich Gustav Habel aus Schierstein, von dem die Alte Stadtbibliothek im 19. Jahrhundert die übrigen Werke Zehenders mit Bezug zu Frankfurt sowie die vorgenannten Serie von Mainz und Umgebung erwarb. Von hier gingen sie an das Historische Museum der Stadt, wo sie den Zweiten Weltkrieg dank Auslagerung ohne Einbussen überstanden und sich bis heute in der Graphischen Sammlung befinden. Insgesamt handelt es sich exklusive der Mainzer Ansichten um 145 Bilder.

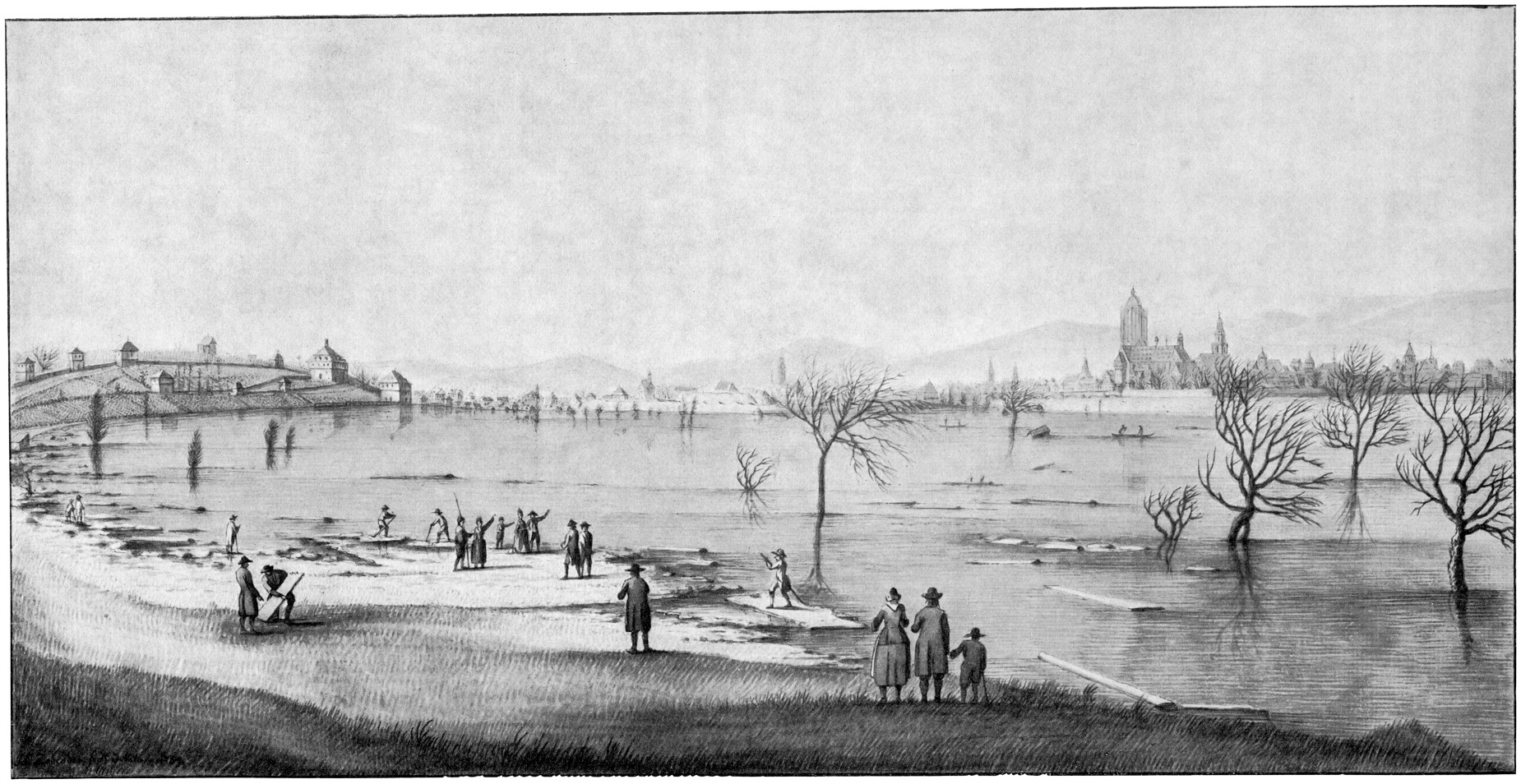
Hochwasser mit den überschwemmten Wiesen vor Oberrad (1784)

Von den immer noch umfangreichen Resten von Gernings Kunstsammlung wurde bisher nur sehr wenig veröffentlicht: 1903–1904 erschienen im Verlag von Joseph Baer drei grossformatige Mappen mit jeweils zehn Bildern Zehenders im Lichtdruck unter dem Titel „Ansichten von Frankfurt am Main im achtzehnten Jahrhundert. „Flut und Ufer, Land und Höhen“ zur Zeit des jungen Goethe“, 1954 im Verlag von Waldemar Kramer weitere 32 Bilder (darunter teilweise Wiederholungen der vorigen Veröffentlichung) unter dem Titel „Die angenehme Lage der Stadt Frankfurt am Main“ im Format Quer-Quart.
Die Rezeption des 19. Jahrhunderts stufte Zehender als wenig bedeutend ein, da man seine dokumentarischen Qualitäten hinter seine nur durchschnittlichen künstlerischen Leistungen stellte. Eine entsprechende Neubewertung steht noch aus. Deswegen, und weil es seit Zehenders Tod keine Ausstellung seiner Werke gegeben hat, ist er bis in die Gegenwart eine der am wenigsten bekannten Frankfurter Künstlerpersönlichkeiten geblieben.